# National Park (New Jersey)
National Park est une ville du Comté de Gloucester, au New Jersey, aux États-Unis. Au recensement de 2010, sa population était de 3 036 habitants.